# توربن پیچنیک
توربن پیچنیک (انگلیسی: Torben Piechnik؛ زادهٔ ۲۱ مهٔ ۱۹۶۳) بازیکن فوتبال اهل دانمارک است.
از باشگاه‌هایی که در آن بازی کرده‌است می‌توان به باشگاه فوتبال لیورپول، باشگاه ورزشی آرهوس، باشگاه فوتبال کپنهاگن، و تیم ملی فوتبال دانمارک اشاره کرد.